# ورانیسکا بانیا
ورانیسکا بانیا (به صربی: Vranjska Banja) یک منطقهٔ مسکونی در صربستان است که در صربستان جنوبی و شرقی واقع شده‌است.